# فرودگاه پورتو چلی
فرودگاه پورتو چلی (به انگلیسی: Porto Cheli Airport) یک فرودگاه خصوصی با کد یاتا PKH است که یک باند فرود سنگفرش دارد و طول باند آن ۶۷۸ متر است. این فرودگاه در کشور یونان قرار دارد و در ارتفاع ۳۰ متری از سطح دریا واقع شده است.